# DSE
O Epimerase de sulfato de dermatano é uma enzima que em humanos é codificada pelo gene DSE.  A proteína codificada por este gene é um antígeno de rejeição de tumor. Este antígeno possui epitopos tumorais capazes de induzir linfócitos T citotóxicos restritos a HLA-A24 e citotóxicos específicos para tumores em pacientes com câncer e podem ser úteis para imunoterapia específica. Este produto gênico está localizado no retículo endoplasmático. Duas variantes transcritas que codificam a mesma proteína foram encontradas para este gene.